# РБС (радиостанция)

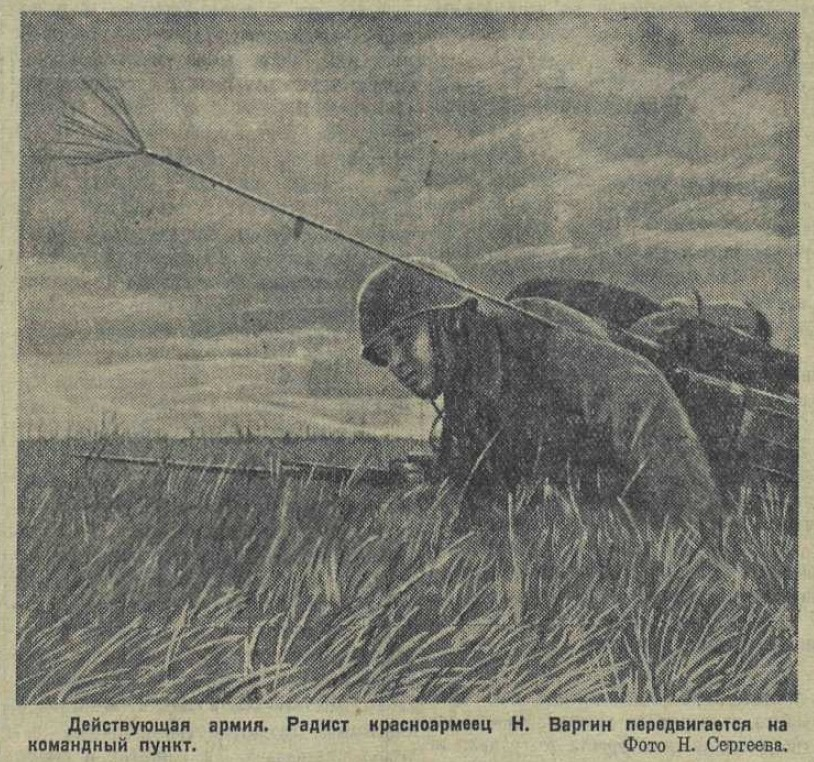
Радист-красноармеец (с радиостанцией РБС) Н. Варгин передвигается на командный пункт. 1941 г.

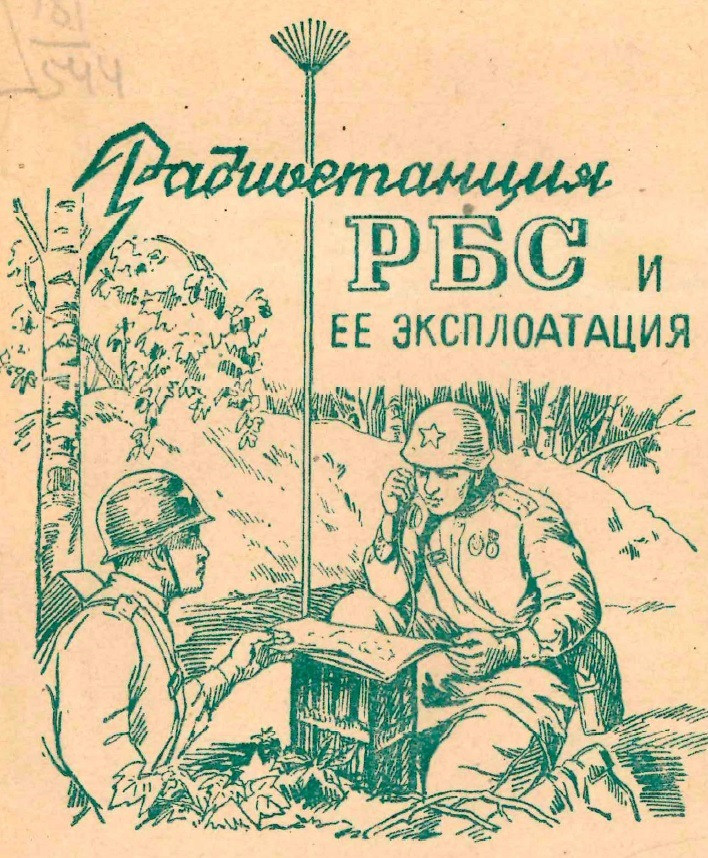

Радиостанция РБС (радиостанция батальонной сети) предназначается для радиотелефонной связи внутри стрелкового батальона (тип 4-Р), а станция с дополнительной упаковкой питания (тип 4-РА) - также и в артиллерийских сетях (дивизион, батарея).
Радиостанция РБС представляет собой комбинацию собственно радиостанции и полевого телефонного аппарата фонического типа.
Действующая часть радиостанции состоит из упаковки приёмопередатчика и упаковки питания. При работе и переноске упаковка приёмопередатчика устанавливается на упаковку питания и закрепляется при помощи специальных замков. По своим размерам радиостанция немного больше телефонного аппарата и весит 10,1 кг, радиостанция типа 4-РА весит 16 кг. В радиостанции применены 4 типа ламп: СО-257, СО-241 (или 2К2М), СО-244 и УБ-240.

Радиостанция в рабочем состоянии переносится одним человеком при помощи специального плечевого ремня с наплечником и может работать как на стоянке, так и на ходу. Радиостанция РБС ультракоротковолновая и может работать только в однотипными радиостанциями. Их немецких радиостанций ей соответствует радиостанция типа Torn. Fu. d2. РБС имеет плавный диапазон волн с нумерацией фиксированных волн от 66 до 124. Рабочими являются только волны, имеющие чётную нумерацию (66, 68, 70 и т.д.). Дальность действия радиостанции 4-Р в зависимости от типа применяемой антенны и условий работы (места установки) может меняться от 500 м до 10 км, у РБС типа 4-РА - в два раза больше (здесь и во всех случаях далее по тексту). В качестве полевого телефона радиостанция может работать как по двухпроводной, так и по однопроводной кабельной линии как с другими радиостанциями РБС, так и с телефонным аппаратом УНА-Ф.

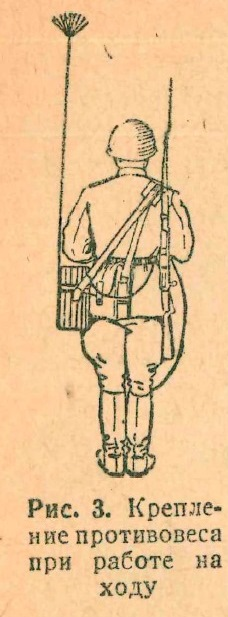

### Антенные устройства
Штыревая антенна - штырь из трёх колен (4-РА - четыре колена) с надставкой-метёлкой и противовесом - является для РБС основной.
В качестве противовеса служит гибкий провод длиной 140 см с штепсельной вилкой на одном конце и жёсткой надставкой на другом. При работе на ходу противовес крепится сзади у пояса, конец его опускается у правого бока вдоль ноги и жёсткой надставкой закрепляется в гнезде ножного ремня держателя противовеса. Дальность действия станции со штыревой антенной 2-3 км, при работе из окопа, щели, блиндажа - 1,5 - 2 км.
Лучевая антенна - изолированный мягкий провод - луч длиной 150 - 170 см. луч перекидывается через правое плечо и закрепляется на нём. В таком положении при переползании по земле лучевая антенна обеспечивает связь на расстоянии 500-800 м. Противовес остаётся на ноге. При наличии ранца луч закрепляется вокруг него и на плече. В этом случае дальность действия станции увеличивается до 1500 м. При работе на месте в непосредственной близости от противника для лучшей слышимости надо освободить луч и направить его на корреспондента, а противовес направить в обратную сторону от него. При односторонней связи, когда радиостанции командиров рот (батарей) главным образом только слушают, радиостанция может переноситься за плечами, и луч обматывается вокруг упаковки, свободный конец луча перекидывается через плечо и закрепляется на плече.
Г-образная антенна - изолированный мягкий провод длиной 5-6 м - применяется при работе из укрытия (окоп, щель и т.д.). Для лучшей слышимости антенну следует направить в сторону корреспондента, а противовес - в обратную сторону. Антенну лучше поднять на 50 см над землёй. Дальность действия станции при этой антенне до 2 км. При отсутствии антенны из специального провода можно использовать телефонный кабель, но дальность действия будет меньше.
Антенна - наклонный луч - изолированный мягкий провод длиной 30-40 м. Со стороны радиостанции луч поднимается над землёй (перекидывается через дерево, поднимается на шест и т.д.) на высоту 4-6 м, свободный конец протягивается наклонно в сторону корреспондента и закрепляется на высоте 50 см от земли. Дальность действия станции при такой антенне до 7 км; применяется она в особых случаях при работе на месте.
"Колбасная антенна" состоит из 8 лучей длиной 3,8 м, растянутых на двух кольцах. Для работы антенну нужно подвесить не менее чем на 6 метров от земли, считая от нижней точки "колбасы". Применяется такая антенна в особых случаях связи при работе на месте. Дальность действия радиостанции с ней - до 10 км.

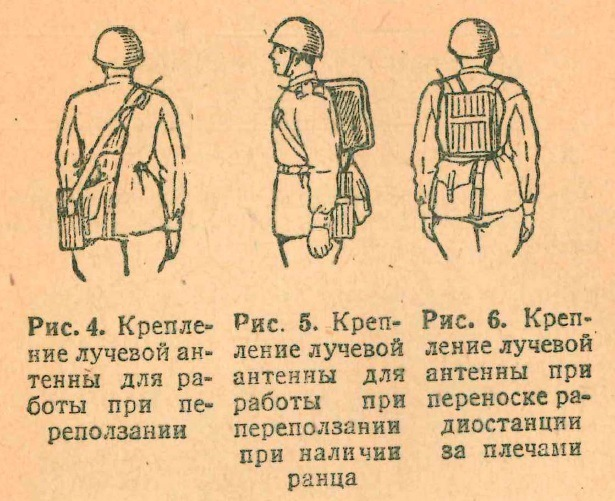

### Питание радиостанции
Питание радиостанции 4-Р осуществляется: в цепях накала - от аккумулятора 2НКН-10, в анодных цепях - от двух, последовательно соединённых сухих батарей типа БАС-60 № 12. Радиостанция 4-РА имеет дополнительную упаковку с двумя батареями БАС-60 № 12, соединёнными также последовательно. Запас питания рассчитан на 20 часов непрерывной работы. Для питания анода требуется напряжение в 100 В.
В радиостанции типа 4-РА дополнительная упаковка питания присоединяется к упаковке питания радиостанции при помощи шланга с контактной колодкой. Если надобности в повышенной дальности действия нет, то дополнительная упаковка выключается.
В случае когда нет возможности зарядить аккумуляторы, для питания накала можно использовать 4 сухих элемента 3С, соединив их по 2 параллельно. Если нет батарей БАС-60 № 12, их можно заменить одной батареей БАС-80, которая привязывается с наружной стороны упаковки. При этом дальность связи несколько уменьшается.

### Варианты радиостанции РБС
В начале Великой Отечественной войны, кроме РБС типа 4-Р и 4-РА, разными заводами выпускались аналогичные радиостанции, имеющие то или иное отличие от радиостанции 4-Р. В основном они работают на тех же принципах и управление ими аналогично управлению радиостанцией 4-Р: радиостанции РБС типа НКС; радиостанция РБС-1; радиостанция РБС-2 ("Аракс"); радиостанция РБС-3 ("Аракс-2").